# John J. Raskob
John Jakob Raskob, KCSG (19 de março de 1879 - 15 de outubro de 1950) foi um executivo financeiro e empresário da DuPont e General Motors, e o construtor do Empire State Building. 

## Carreira
Ele foi presidente do Comitê Nacional Democrata de 1928 a 1932 e um dos principais apoiadores da candidatura de Alfred E. Smith à presidência dos Estados Unidos.
Depois que Franklin D. Roosevelt se tornou presidente, Raskob tornou-se um proeminente oponente do New Deal através de seu apoio a uma série de organizações anti-Roosevelt, como a American Liberty League. Raskob também foi líder da Associação Contra a Emenda da Lei Seca e tesoureiro dos Cavaleiros de Malta.

### Empire State Building
Durante a Grande Depressão, os interesses comerciais de Raskob se concentraram no Empire State Building, que estava em competição com o Chrysler Building para se tornar o edifício mais alto do mundo na época. De acordo com uma história, Raskob pegou um lápis jumbo, colocou-o na ponta e perguntou ao arquiteto William F. Lamb: "Bill, quão alto você pode fazê-lo para que ele não caia?".